# Savage Dreams
Savage Dreams är det första albumet av Baby Bash (då känd som Baby Beesh). Det släpptes den 19 juni 2001. 

## Låtlista
| Nr | Titel                | Gästartist(er)            | Längd |
| -- | -------------------- | ------------------------- | ----- |
| 1  | Hoo Doo              |                           | 3:59  |
| 2  | Quarterback          | Mr. Kee                   | 2:10  |
| 3  | How Quick            |                           | 4:06  |
| 4  | NRG                  | SPM and Rasheed           | 3:37  |
| 5  | Nice Ta Meet Ya      |                           | 3:40  |
| 6  | To Many Things       | Grimm                     | 4:03  |
| 7  | Who Wanna Creep      |                           | 3:39  |
| 8  | Na Na Tonight        |                           | 4:13  |
| 9  | Blowin On Fire       |                           | 2:46  |
| 10 | Brain                | Lucky                     | 4:23  |
| 11 | So Pronto            | Grimm, SPM and Rasheed    | 3:57  |
| 12 | Already              | Traviesio                 | 3:12  |
| 13 | Cool Tonight         | Merciless                 | 3:52  |
| 14 | Styrofoam Cup        | Grimm, Ikeman and Villain | 3:32  |
| 15 | Woo Woo              |                           | 3:32  |
| 16 | Crossing Game        | Frost, JT Sneak, and BR   | 3:50  |
| 17 | Whupani              | Dum Dum                   | 3:43  |
| 18 | If Your Nana Get Wet |                           | 5:10  |
| 19 | Come On Now          | Don Cisco                 | 3:05  |